# 家族风云 (2012年电视剧)
《家族风云》（英語：Dallas）是一部以1978年同名电视剧續篇性質製作的美国电视剧。全三季共40集。